# Conquista de Santarém
La conquista de Santarém tuvo lugar el 15 de marzo de 1147, cuando las tropas del Reino de Portugal, bajo la dirección de Alfonso I de Portugal capturaron la ciudad morisca de Santarém.

## Preludio
El 10 de marzo de 1147, el rey Alfonso I de Portugal parte de Coímbra con 250 de sus mejores caballeros con la intención de capturar la ciudad árabe de Santarém, una meta que había fracasado previamente. La conquista de Santarém fue de vital importancia para la estrategia de Alfonso; su posesión significaría el fin de los ataques árabes frecuentes en Coímbra y Leiría, y también permitiría un futuro ataque en Lisboa.
El plan ahora era atacar la ciudad durante la noche con el amparo de la oscuridad, con el fin de atrapar a la guarnición musulmana por sorpresa. El rey Alfonso había enviado previamente al portugués Mem Ramires a Santarém disfrazado de un hombre de negocios con el fin de estudiar en secreto la ciudad para la conquista.
Después del primer día del viaje desde Coímbra a Santarém, el rey Alfonso I envió un emisario a Santarém anunciando a los moros que la tregua había terminado, para lo cual se requiere un preaviso de tres días.

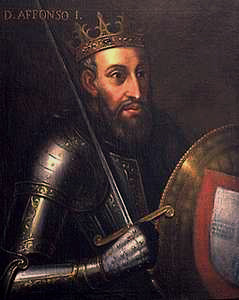
Alfonso I, primer rey de Portugal.

## Caída de Santarém
En la noche del 14 de marzo, el rey Alfonso y su ejército llegaron a Santarém. Con la ayuda de escaleras, veinticinco caballeros escalaron las paredes, mataron a los centinelas moriscos y se abrieron paso hasta la puerta, permitiendo al principal ejército portugués entrar en la ciudad. Despertados por los gritos de sus centinelas, los moros corrieron por todos lados para hacer frente a los atacantes portugueses en las calles ofreciéndoles una resistencia muy fuerte, pero acabaron siendo derrotados y sufriendo una gran masacre.
Por la mañana la conquista ya estaba completa, y Santarém pasó a formar parte del recientemente formado Reino de Portugal.

## Consecuencias
Tras la conquista de Santarém, Alfonso I de Portugal volvió su atención a la importante ciudad morisca de Lisboa, que iba a conquistar en octubre con la ayuda de una flota de los cruzados de la Segunda Cruzada que se detuvo en Portugal, mientras estaban de camino hacia Tierra Santa.